# Índice de disposición

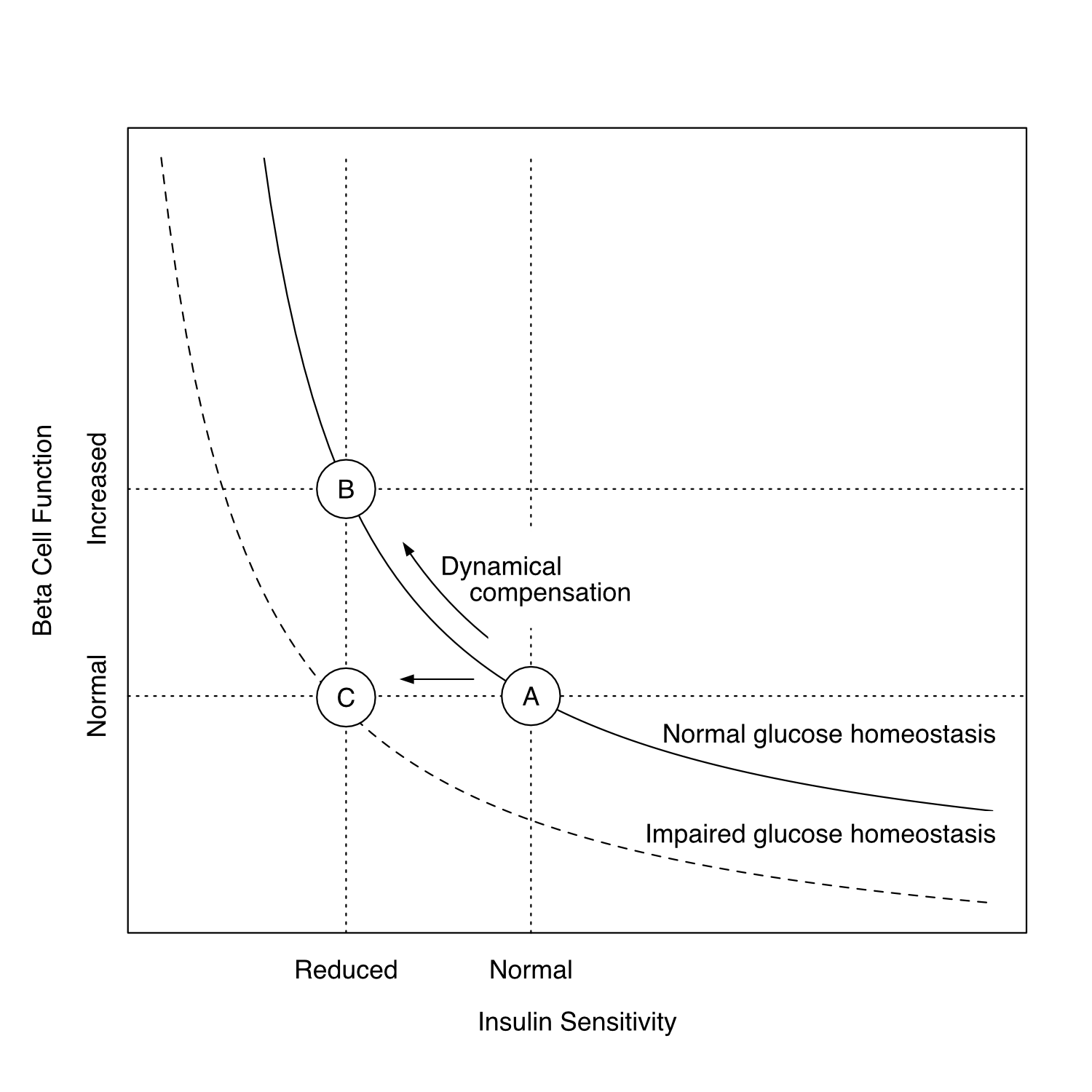
Relación hiperbólica entre la sensibilidad a la insulina y la función de las células beta con compensación dinámica en la resistencia a la insulina «saludable» (transición del punto A al punto B) y el desarrollo de diabetes mellitus tipo 2 (transición del punto A al punto C). Las métricas de disposición integran la función de las células beta y la sensibilidad a la insulina, de modo que que los resultados permanezcan constantes a través de una compensación dinámica. Modificado según Cobelli et al. 2007 y Hannon et al. 2018.

El índice de disposición es una medida de la ganancia del circuito de control de insulina-glucosa. Se define como el producto de la sensibilidad a la insulina y la cantidad de insulina que se libera en respuesta a una carga de glucosa. Las personas «metabólicamente sanas» con resistencia a la insulina pueden mantener niveles normales de azúcar en sangre gracias al aumento de la secreción de insulina, siempre y cuando las células beta pancreáticas sean capaces de aumentar su secreción para compensar la creciente resistencia a la insulina. La relación entre el aumento de la concentración plasmática de insulina y el aumento del nivel de glucosa en sangre proporciona una mejor medida de la función de las células beta que la respuesta de la insulina a una carga de glucosa. Una pérdida de la función de las células beta, que limita su capacidad para compensar la resistencia a la insulina, da lugar a un índice de disposición más bajo 

## Métodos de determinación
El índice de disposición puede obtenerse a partir de datos que proporcionan información sobre la sensibilidad a la insulina y la función de las células beta.
Entre las fuentes adecuadas se incluyen:
- clamp hiperinsulinémico-euglucémico [6]
- Prueba de tolerancia a la glucosa intravenosa con una cuadrícula de medición estrecha (prueba de tolerancia a la glucosa intravenosa con muestreo frecuente, fsIGT) [1]
- Prueba de tolerancia a la glucosa oral de muestreo frecuente (fsOGT) [7] [8][9][10]
- Determinación simultánea de insulina y glucosa en ayunas con modelización matemática (enfoque de inferencia de parámetros estructurales, SPINA).[11]

Si se utiliza un clamp hiperinsulinémico-euglucémico, el índice de disposición se calcula como el producto del área bajo la curva de respuesta a la insulina ({\displaystyle AUC_{\Delta Insulin}}) y el índice de sensibilidad a la insulina (ISIClamp, tasa promedio de infusión de glucosa dividida por la concentración media de insulina) con
{\displaystyle DI_{Clamp}=AUC_{\Delta Insulin}\cdot ISI_{Clamp}}.
La determinación de un índice de disposición basado en una fsIGT requiere que las series temporales de concentraciones de insulina y glucosa se ajusten al modelo mínimo de homeostasis insulina-glucosa según Bergman y Cobelli (minimal model). El índice de disposición es entonces
{\displaystyle {DI}_{fsIGT}={\varphi }_{1}\cdot {S}_{I}}
de la primera fase de la respuesta de la insulina a la inyección de glucosa ({\displaystyle {\varphi }_{1}}) y el índice de sensibilidad a la insulina (SI).
A partir de los resultados de una prueba de tolerancia oral a la glucosa, se obtiene un índice de disposición con
{\displaystyle {DI}_{fsOGT}=IGI\cdot ISI_{composite}}
del «Índice Insulinogénico« ( IGI ) y del índice de sensibilidad a la insulina (ISIcompuesto)   .
El índice de disposición estática basado en valores de ayuno (SPINA-DI) es el producto del rendimiento secretor de las células beta pancreáticas ({\displaystyle G_{\beta }} o SPINA-GBeta) y la ganancia del receptor de insulina ({\displaystyle G_{R}} o SPINA-GR) con
{\displaystyle DI_{f}=G_{\beta }\cdot G_{R}}.
Los cuatro métodos proporcionan información ligeramente diferente. Aunque los resultados de los índices de disposición basados en clamp, fsIGT, fsOGT y SPINA se correlacionan significativamente entre sí, la fuerza de la correlación (coeficiente de determinación) es limitada. En una comparación directa, el índice de disposición basado en SPINA (SPINA-DI) tuvo un mayor precisión diagnóstica para el diagnóstico de diabetes mellitus que el índice de disposición basado en OGTT según Matsuda y DeFronzo.

## Importancia clínica
El índice de disposición se utiliza como medida de la función de las células beta y como marcador integrado de la capacidad del organismo para compensar una carga de glucosa. Un índice de disposición más bajo predice la transición de la resistencia a la insulina «metabólicamente sana» a diabetes mellitus. A diferencia de la resistencia a la insulina, el índice de predisposición puede predecir la diabetes mellitus tipo 2 en personas con niveles normales de glucosa en sangre y sin riesgo familiar de diabetes.
El índice de disposición puede aumentar con el ejercicio aeróbico, pero sólo en la medida en que mejore la resistencia a la insulina.
El índice de disposición se reduce en varias enfermedades crónicas, incluida la fibrosis quística, expresión reducida de PCSK9 y enfermedades inflamatorias, por ejemplo, hidradenitis supurativa (acné inversa).

## Aspectos predictivos
En una evaluación longitudinal del estudio NHANES, una gran muestra poblacional de EE. UU., un índice de disposición estático (SPINA-DI) reducido predijo significativamente la mortalidad a lo largo de 10 años.